# پاول اسوویانوفسکی
پاول اسوویانوفسکی (چکی: Pavel Svojanovský؛ زادهٔ ۱۲ اوت ۱۹۴۳) قایقران روئینگ اهل چکسلواکی بود.
وی در مسابقات کشوری و بین‌المللی در مجموع برندهٔ ۱ مدال طلا، ۲ مدال نقره، ۲ مدال برنز شده‌است.